# لي ويستوود
لي ويستوود (بالإنجليزية: Lee Westwood)‏ هو لاعب غولف بريطاني، ولد في 24 أبريل 1973 في وركشوب ‏ في المملكة المتحدة.

## وصلات خارجية
- الموقع الرسمي
- لي ويستوود على موقع رابطة لاعبي الغولف المحترفين (الإنجليزية)
- لي ويستوود على موقع رابطة أوروبا للاعبي الغولف المحترفين (الإنجليزية)
- لي ويستوود على موقع رابطة اليابان للاعبي الغولف المحترفين (الإنجليزية)
- لي ويستوود على موقع التصنيف العالمي الرسمي للغولف (الإنجليزية)